# Kayangel

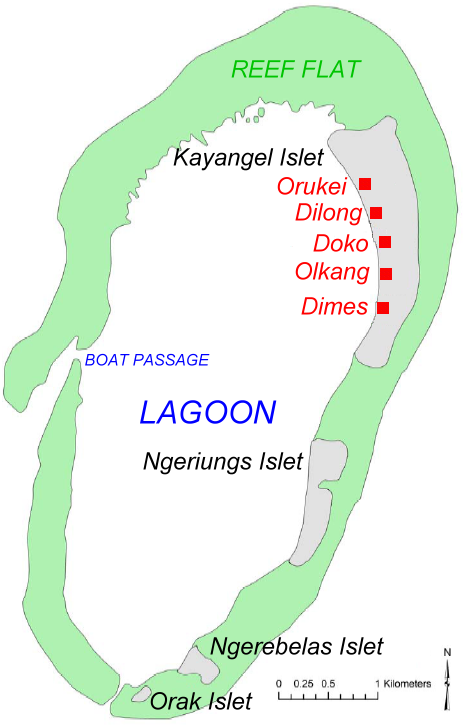
Atol Kayangel

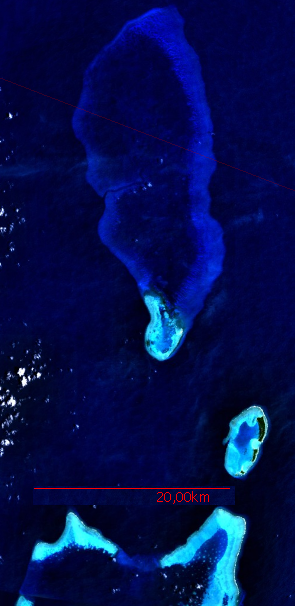
Imagem de satélite da NASA

Kayangel (Ngcheangel) é um estado do norte de Palau 24 km ao norte de Koror. Sua área é de 1.4 km². A população é de 138 habitantes (censo de 2000). O estado consiste de três atolis:
| Atol               | Área Total (km²) | Coordenadas                  |
| ------------------ | ---------------- | ---------------------------- |
| Kayangel           | 21.6             | 8° 04′ N, 134° 42′ L         |
| Ngaruangel         | 20.1             | 8° 10′ N, 134° 38′ L         |
| Velasco Reef       | 330              | 8° 20′ 29″ N, 134° 36′ 45″ L |
| Estado de Kayangel | 372              |                              |